# Manéhouville
Manéhouville är en kommun i departementet Seine-Maritime i regionen Normandie i norra Frankrike. Kommunen ligger i kantonen Longueville-sur-Scie som tillhör arrondissementet Dieppe. År 2022 hade Manéhouville 216 invånare.

## Befolkningsutveckling
Antalet invånare i kommunen Manéhouville
| Referens: INSEE |